# Voelboek
Een voelboek is een boek dat niet alleen gelezen of voorgelezen wordt, maar dat ook op andere vormen van zintuiglijke waarneming inspeelt.
De meeste geproduceerde voelboeken zijn gericht op jonge kinderen (baby's, peuters en jonge kleuters) en zijn bedoeld om hen verbanden aan te leren tussen een woord en een zintuiglijke waarneming, zoals ruiken, horen of voelen.
Er worden ook voelboeken geproduceerd voor visueel gehandicapten.